# پارک ملی مدهاچیپیا
پارک ملی مدهاچیپیا (به لاتین: Medhakachhapia National Park) یک پارک ملی در بنگلادش است که در ناحیه کاکس‌بازار واقع شده‌است.